# Ephrem M'bom
Ephrem M'Bom (né le 18 juillet 1954 à Yaoundé au Cameroun français et mort le 20 septembre 2020 à Douala) est un joueur de football international camerounais, qui évoluait au poste de défenseur.

## Biographie

### Carrière en sélection
Avec l'équipe du Cameroun, il figure dans le groupe des sélectionnés lors de la Coupe du monde de 1982. Lors du mondial, il dispute un match face au Pérou, un autre face à la Pologne et enfin un dernier contre l'Italie.
Il participe également à la Coupe d'Afrique des nations de 1984.

## Palmarès
Canon Yaoundé
| - Championnat du Cameroun (5) : - Champion : 1979, 1980, 1982, 1985 et 1986. - Vice-champion : 1984. - Coupe du Cameroun (3) : - Vainqueur : 1978, 1983 et 1986. - Finaliste : 1980 et 1985. |  | - Coupe des clubs champions africains (2) : - Vainqueur : 1978 et 1980. - Coupe d'Afrique des vainqueurs de coupe (1) : - Vainqueur : 1979. - Finaliste : 1984. |